# Portiragnes
 Portiragnes  (en occitano Portiranhas) es una población y comuna francesa, situada en la región de Occitania, departamento de Hérault, en el distrito de Béziers y cantón de Agda.

## Demografía
| 972 | 1109 | 1202 | 1348 | 1770 | 2278 |
| Para los censos de 1962 a 1999 la población legal corresponde a la población sin duplicidades (Fuente: INSEE [Consultar]) |      |      |      |      |      |

## Personas relacionadas
- Azalais de Porcairagues, trovadora.